# Thomas Rabou
Thomas Rabou ('s-Hertogenbosch, 12 december 1983) is een Nederlands voormalig wielrenner die tot begin 2017 uitkwam voor het continentale Hengxiang Cycling Team.

## Overwinningen
2004
3e etappe Arden Challenge
2006
Eindklassement Ronde van Siam
1e etappe Ras Mumhan
2e etappe Tour de la Pharmacie Centrale
Eindklassement Arden Challenge
2008
5e etappe deel a Ronde van Lleida (Ploegentijdrit) (met Tejay van Garderen, Lars Boom, Joeri Adams, Marcel Beima en Boy van Poppel)
2e etappe Cinturó de l'Empordà
2010
Bergklassement Ronde van Californië
4e etappe en eindklassement Ronde van Atlanta
2012
3e etappe Ronde van Mexico
2013
Bergklassement Ronde van de Filipijnen
2014
Critérium d'Alger
2e etappe Ronde van Blida
2015
3e etappe Ronde van Kumano
7e etappe Ronde van Singkarak
7e etappe Ronde van het Poyangmeer
Eindklassement Ronde van het Poyangmeer
2016
Proloog Ronde van China II
Aernouts ·
Berkhout ·
de Baat ·
Boom ·
van Dulmen ·
van Emden ·
Groenendaal · 
Keizer ·
de Knegt ·
Kruijswijk ·
Leezer ·
Maaskant ·
Mollema ·
Nys ·
Popov ·
Rabou ·
Ruijgh ·
van Poppel ·
van der Velde ·
Veelers ·
Vermeltfoort ·
van Winden
Adams ·
Aernouts ·
Beima ·
Berkhout ·
Bol ·
Boom ·
van Emden (tot 31/08) ·
van Garderen ·
Keizer ·
de Knegt ·
Kreder · 
Kruijswijk ·
Lodewyck · 
Nys (tot 09/05) ·
Popov ·
van Poppel ·
Rabou ·
Sinkeldam ·
Van Staeyen ·
van der Velde ·
Vermeltfoort ·
van Winden
Adams ·
Aernouts ·
Berkhout ·
Boeve ·
Bol ·
Bos ·
Fuchs ·
van Garderen ·
van Geffen ·
Keizer ·
de Knegt ·
Kreder · 
Kruijswijk ·
Ockeloen ·
van Poppel ·
Rabou ·
Sinkeldam ·
Van Staeyen ·
Vermeltfoort ·
Vrijmoed ·
van Winden